# The Beverly Hilton

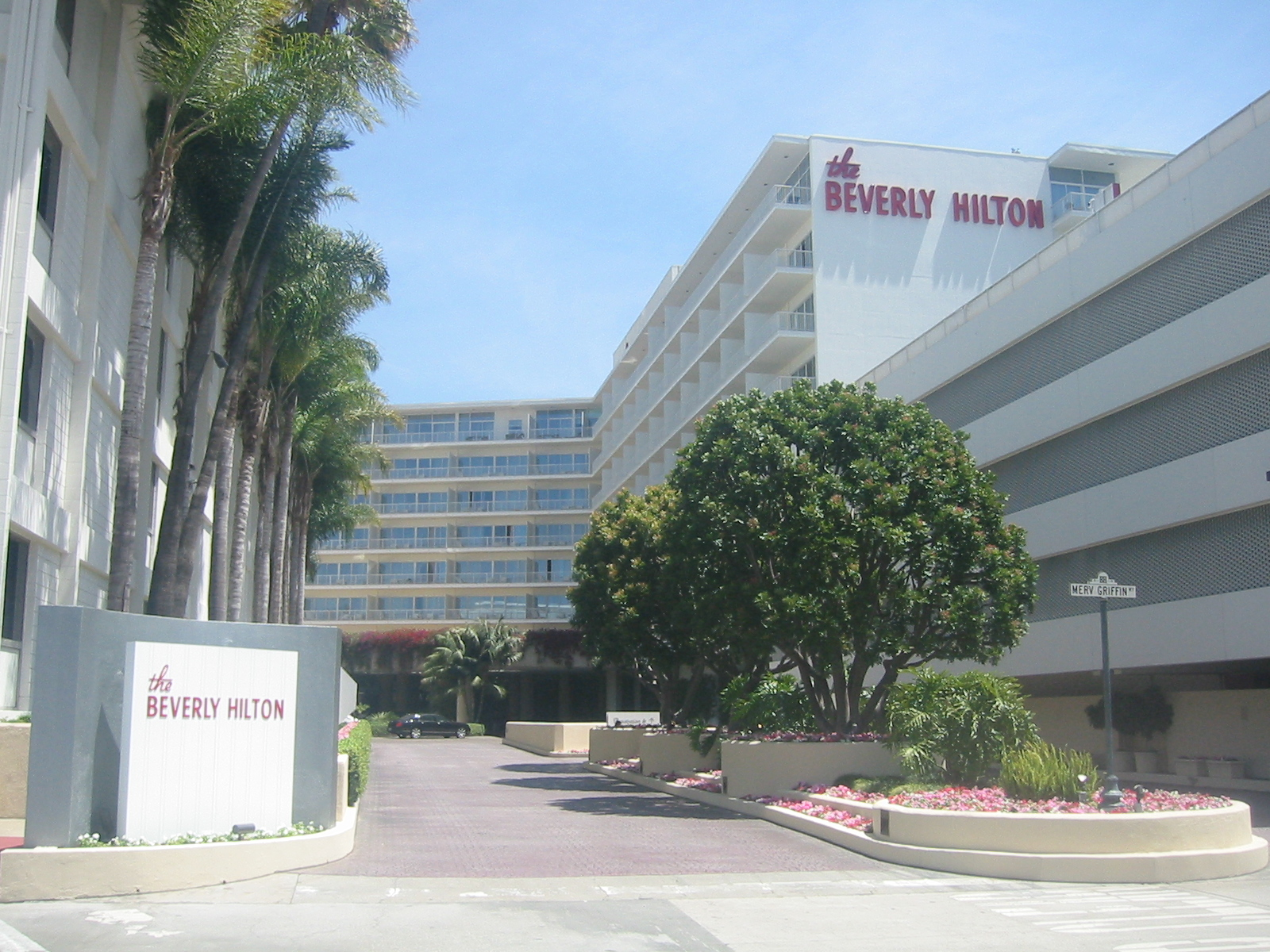
Entrada principal para o Beverly Hilton

The Beverly Hilton é um hotel de luxo na cidade de Beverly Hills, localizado na intersecção das ruas Wilshire Boulevard e Santa Monica Boulevard. Tem sido escolhido para local de apresentação de inúmeras cerimónias de entrega de prémios e eventos de filantropia, entre outros. 
É conhecido por ser o palco da entrega dos prémios Globo de Ouro na International Ballroom, organizados anualmente pela Associação de Imprensa Estrangeira de Hollywood desde 1961.